# Bujur (provins)
Bujur (arabiska: بوجدور, Bujdur; spanska: Bojador; franska: Boujdour) är en av Marocko definierad provins i regionen El-Aaiún-al-Saqiyya al-Hamra, mestadels i den marockanskkontrollerade delen av det omstridda området Västsahara. Marocko räknar också en del av det SADR-kontrollerade området till provinsen. Antalet invånare i den marockanskkontrollerade delen var 50 566 vid folkräkningen 2014. Arean är 57 000 kvadratkilometer.[källa behövs]